# Na’an
Na’an (hebr. ‏נען‎) – kibuc położony w samorządzie regionu Gezer, w Dystrykcie Centralnym, w Izraelu.
Leży w zachodniej części Szefeli, w otoczeniu: miasta Rechowot, moszawów Sitrijja, Jaszresz, Macliach, Jad Rambam, Azarja, Petachja i Ramot Me’ir oraz wioski Ganne Hadar. Na zachód i północ od kibucu znajdują się dwie bazy Sił Obronnych Izraela. Członek Ruchu Kibuców (Ha-Tenu’a ha-Kibbucit).

## Historia
Kibuc został założony we wrześniu 1930 przez 42 członków żydowskiej grupy młodzieżowej Noar HaOved pochodzących z Polski i Rosji. Osada powstała na gruntach zakupionych od arabskiej wioski Al-Na’ane.
Podczas II wojny światowej liczni mieszkańcy kibucu zgłosili się ochotniczo do służby w brytyjskiej Brygadzie Żydowskiej (2 członków kibucu zginęło). Po wojnie wielu mieszkańców kibucu działało w Haganie. Szef sztabu Hagany Jisra’el Galili był członkiem kibucu Na’an. Hagana utrzymywała w kibucu największy ze swoich tajnych magazynów broni – znajdował się on w ukrytej piwnicy pod jednym z domów kibucu.
29 czerwca 1946 brytyjskie oddziały wkroczyły do kibucu (operacja „Agatha”) poszukując członków żydowskich organizacji militarnych oraz nielegalnej broni.
Podczas wojny o niepodległość w 1948 kibuc był główną bazą nowo powstałych Sił Obronnych Izraela. To właśnie tutaj podpisali kapitulację arabscy obrońcy pobliskiego miasta Ramla.

## Edukacja
W kibucu znajduje się szkoła podstawowa.

## Kultura i sport
W kibucu jest ośrodek kultury, boisko do piłki nożnej, korty tenisowe oraz basen pływacki.

## Gospodarka
Gospodarka kibucu opiera się na intensywnym rolnictwie, uprawach w szklarniach, hodowli bydła mlecznego i owiec. Jednak kibuc słynie przede wszystkim z zakładu Na’an Irrigation Systems produkującego systemy irygacyjne.

## Komunikacja
Na wschód od kibucu przebiega autostrada nr 6, brak jednak możliwości wjazdu na nią. Z kibucu wyjeżdża się na południowy zachód na drogę nr 4233, którą jadąc na południe dojeżdża się do wioski Ganne Hadar lub jadąc na zachód dojeżdża się do drogi ekspresowej nr 40  (Kefar Sawa–Ketura). W kierunku północnym prowadzi droga nr 4304, którą dojeżdża się do moszawu Macliach, a następnie do miasta Ramla.